# Маэда Тосииэ
Маэда Тосииэ (яп. 前田 利家, 15 января 1538 года — 27 апреля 1599 года) — японский военный и государственный деятель, даймё провинции Кага (1583—1599). Полководец и сподвижник Оды Нобунаги и Тоётоми Хидэёси. Маэда Тосииэ был очень квалифицированным воином, он превосходно владел японским копьём яри, имел прозвание «Яри но Матари» (яп. 槍の又左) и Матасаэмон (яп. 又左衛門).

## Биография
Родился в 1538 году, четвёртый сын самурая Маэды Тосимасы (? — 1560), управляющего замком Арако в провинции Овари, то есть имел сравнительно скромный статус.

## Служба уОды Нобунаги
В 1551 году Маэда Тосииэ становится косё (пажом) у влиятельного военачальника Оды Нобунаги. Ему полагается годовое жалованье в 125 коку. В первые годы службы Оде Нобунаге Тосииэ вёл себя образцово и в 1556 году его жалованье утраивается, после того, как он получил ранение в правый глаз, отражая нападение восставшего брата Нобунаги — Оды Нобуюки.
Но храбрость Маэды Тосииэ сочеталась со вспыльчивостью. В 1559 году он поссорился с одним из вассалов Оды Нобунаги. Это был странный конфликт. Противник Маэды Тосииэ — мастер чайной церемонии по имени Дзуами — был обвинён в том, что украл деревянный гвоздь из меча Тосииэ. Это было серьёзное обвинение, так как без гвоздя клинок мог выпасть из ручки в самый разгар боя. Дзуами искал защиты у Оды Нобунаги, и тот запретил Тосииэ преследовать его. Но Тосииэ ослушался приказа и убил Дзуами на глазах у своего хозяина. Ослушание считалось преступлением, более тяжёлым, нежели убийство. Поэтому Маэда Тосииэ был изгнан со службы. Но Тосииэ не видел своего будущего без службы у Нобунаги, поэтому спустя два года он неофициально снова присоединяется к его армии. Он храбро сражался в боях, хотя никаких наград ему не полагалось. Он надеялся оправдаться в глазах своего господина. Такая возможность представилась ему в 1560 году под Окехазамой. Лучшим доказательством храбрости и преданности самурая было подарить своему господину головы убитых в бою врагов. Когда армия Имагавы Ёсимото была обращена в бегство, Маэда Тосииэ предстал перед Одой Нобунагой и показал ему две добытые в бою головы. Позднее, в том же году Тосииэ участвовал в кампании против Саито Тацуки из Мино, а в 1561 году ему удалось добыть голову одного из главных противников Оды Нобунаги — Адати Рокухёэ. Так Тосииэ сумел доказать своему господину свою преданность и мастерство. Ода Нобунага снова официально зачислил Маэду Тосииэ в свою армию, подняв плату до 1125 коку.
Некоторые источники говорят, что ещё в юности Тосииэ подружился с Киносита Токичиро (который впоследствии взял имя Тоётоми Хидэёси). Также известно, что если у Хидэёси было прозвище «сару», то есть обезьяна, то Маэду Тосииэ Ода Нобунага называл «ину» — собака. Считается, что как собака и обезьяна противоположны друг другу по характеру, так и Маэда Тосииэ часто описывают как замкнутого и мрачного человека, а его противоположность, Тоётоми Хидэёси как разговорчивого и лёгкого в общении.
В 1562 году Маэда Тосииэ стал членом акаи хоро сю («отряд красных хоро») — одного из двух отрядов гвардии Оды Нобунаги (другой отряд назывался курой хоро сю или «отряд чёрных хоро»). В обоих отрядах было по десять наиболее умелых самураев. Хоро представлял собой приспособление в виде плаща, натянутого на бамбуковый каркас сферической формы. Такой хоро гвардейцы носили, показывая свой статус. Если быстро ехать верхом, то поток воздуха колеблет плащ и делает воина хорошо заметным издали. Ношение хоро указывало на высокий статус воина. Если кому-либо удавалось убить хоро, его голову обязательно заворачивали в кусок плаща. Вид хоро дополнительно усиливали с помощью знамени, перьев и геральдических эмблем. Маэда Тосиие вместе с хоро носил золотые ангельские крылья.
На протяжении семи лет после своего признания Маэда Тосииэ участвовал во множестве битв. В 1569 году после смерти своего отца, он возглавляет свой клан, хотя три его старших брата были живы. Он получает во владение замок Арако в провинции Овари. Завоевав эту позицию, Маэда Тосииэ намеревался добиться статуса крупного даймё.
В 1575 году Маэда Тосииэ сыграл ключевую роль в сражении при Нагасино. Вместе с военачальником Сасса Наримаса из отряда чёрных хоро и тремя другими опытными командирами Маэда Тосииэ получил под командование 3000 асигару, вооружённых аркебузами. Именно аркебузиры принесли Оде Нобунаге эту важную победу. Тосииэ и его четыре товарища сумели наладить чёткую работу стрелков, которые произвели серию залпов, расстроив конную атаку Такэды Кацуёри.
Вскоре Маэда Тосииэ снова получил возможность показать себя. Ода Нобунага отправил его усмирять провинции Этидзэн и Кага, где свирепствовали икко-икки. Пока на юге шла осада Осаки, на севере от столицы также велись боевые действия. Маэда Тосииэ вместе с другими генералами Оды Нобунаги сумел подавить здесь очаги сопротивления икко-икки. По масштабам и кровопролитности бои на севере практически не уступали войне на юге.
В 1573 году армия, возглавляемая Акэти Мицухидэ и Тоётоми Хидэёси двинулась через провинцию Этидзен и южные районы провинции Кага. В 1574 году икко-икки начали контрнаступление, остановив самураев. Ситуация сложилась тяжёлой, и Оде Нобунаге пришлось лично возглавить войска. В 1575 году Ода Нобунага перенёс свою ставку в Цуругу и снова вторгся в Этидзэн, выбив из провинции икко-икки. В течение восьми лунных месяцев 1575 года Нобунага штурмовал Фучу (в настоящее время Такефу) в Этидзэне. Сохранилось два письма, написанных Нобунагой и адресованных высокопоставленным чиновникам из Киото. В одном из писем имеется такая фраза: «Что же касается Фучу, то город полностью завален мёртвыми телами». Маэдо Тосииэ лично участвовал в резне, о чём недавно было получено археологическое доказательство. В замке Комураяма из провинции Этидзэн обнаружена керамическая пластинка с надписью, датированной 24-м днём 4-го лунного месяца 1576 года. Надпись гласит о том, что по приказу Маэды Тосииэ в этот день было казнено 1000 пленных.
Акэти Мицухидэ и Тоётоми Хидэёси продолжали боевые действия в Каге, один за другим взяв три укреплённых монастыря: Дайсёдзи, Хиноя и Сакуми. К концу 1575 года пацификация южной части Каги завершилась. Союз икко-икки дал трещину и начал разваливаться. В ноябре 1575 года Ода Нобунага хвастался перед даймё Датэ Терумунэ о том, что он «уничтожил несколько десятков тысяч подлых мятежников в Этидзене и Каге». Ода Нобунага передал очищенные провинции в управление Сибате Кацуиэ, который в качестве своей резиденции выбрал замок Китаносё (в настоящее время Фукуи). Маэда Тосииэ стал одним из трёх мецукэ (надзирателей), сообщавших Оде Нобунаге о том, насколько Сибата Кацуиэ успешно справляется с возложенной на него задачей. Сам Тосииэ получил в награду два округа в провинции Этидзен. Таким образом, владения Тосииэ теперь оценивались в 30000 коку и он мог считаться настоящим даймё. В этот период резиденцией Тосииэ стал Такефу.
До 1582 года Маэда Тосииэ помогал Сибате Кацуиэ в борьбе с икко-икки на территории провинции Кага. Кроме того, в его обязанности входило защищать провинцию Этидзен от Уэсуги Кагэкацу. В награду за успешные действия, в 1581 году Маэду Тосииэ сделали даймё провинции Ното, расположенной на полуострове на юге Каги. Стоимость новых владений оценивалась в 200000 коку.

## Служба уТоётоми Хидэёси
В 1582 году Ода Нобунага был убит своим восставшим военачальником Акэти Мицухидэ в Киото. Между его сыновьями и военачальниками началась междоусобная борьба за власть. После гибели Оды Нобунаги Маэда Тосииэ пришлось решать на чью сторону встать. Вариантов было два. На севере о себе заявил старый сослуживец Маэды Тосииэ Сибата Кацуиэ, тогда как Тоётоми Хидэёси сумел быстро занять место Оды Нобунаги. Тосииэ был хорошо знаком с обоими, так как все они происходили из провинции Овари, все сделали карьеру в армии Оды Нобунаги. Все трое бок о бок сражались при Нагасино. Решающим обстоятельством в выборе стороны стало то, что владения Тосииэ примыкали к владениям Кацуиэ, поэтому на его сторону Тосииэ и встал. Маэда Тосииэ сражался против Тоётоми Хидэёси при Сидзугатакэ в 1583 году. Когда бездарный племянник Кацуиэ по имени Сакума Моримаса обратился в бегство в результате неожиданной атаки Хидэёси, Тосииэ не стал ждать развязки, а поспешил перейти на сторону победителя. Хидэёси принял нового союзника, войска Тосииэ составили авангард его армии, штурмовавшей замок Китаносё, где укрылся разбитый Кацуиэ.
Маэда Тосииэ двинулся дальше, встретив остатки армии Кацуиэ под крепостью Ояма-Гобо, где прежде располагался штаб повстанцев икко-икки в Каге. Он окружил замок и добился капитуляции противника. На следующий день в замок с триумфом въехал Тоётоми Хидэёси. В знак благодарности он подарил Маэде Тосииэ два округа в Каге, что удвоило владения самурая. Тоётоми Хидэёси приказал Маэде Тосииэ перенести свою ставку в Ояма-Гобо, который по такому случаю получил новое название Канадзава. Здесь столица клана Маэда оставалась на протяжении трёх веков.
Но на этом история борьбы Тосииэ за своё место не закончилась. Во время кампании Комаки-Нагакутэ Маэда Тосииэ поддержал Тоётоми Хидэёси, тогда как другой бывший полководец Оды Нобунаги Сасса Наримаса взял сторону Токугавы Иэясу. Наримаса решил воспользоваться возможностью и расширить свои владения на север. С этой целью он осадил замок Суэмори, принадлежавший Маэде Тосииэ. Обороной замка руководил Окумура Сукиэмон и его жена. Сасса Наримаса предпринял несколько попыток штурма, причинив защитникам ощутимые потери. часть замка перешла в руки осаждавших и была полностью разрушена. Гарнизон оказался в безнадёжном положении. Но в этот момент известие об осаде достигло Маэды Тосииэ. Он собрал силы из двух ближайших замков и прибыл к Суэмори. В районе замка Тосииэ показался около полуночи. С ним было 2500 человек. Хотя численность армии была невелика, внезапность атаки позволила Тосииэ разбить Сассу Наримасу.
Когда Тоётоми Хидэёси разбил Сассу Наримасу в 1585 году, Маэда Тосииэ получил владения Наримасы (провинцию Кага), снова удвоив площадь своей земли. Спустя два года, в 1587 году Маэда Тосииэ участвовал во вторжении Тоётоми Хидеёси на остров Кюсю, но его участие сводилось к тому, что он охранял Киото в отсутствие самого Тоётоми Хидэёси. Старший сын Тосииэ Маэда Тосинага (1562—1614) вместе с трёхтысячным отрядом участвовал непосредственно в боевых действиях. В 1590 году Маэда Тосииэ, как верный сторонник Хидэёси, участвовал в войне против Ходзё в Одаваре, взяв в ходе военной кампании несколько вражеских замков. Это была практически последняя кампания, в которой довелось участвовать Тосииэ. С началом корейской кампании Тосииэ прибыл в Нагою в провинции Хидзен, где находилась перевалочная база, через которую шли войска и снабжение в Корею.
В сентябре 1598 года японский диктатор Тоётоми Хидэёси скончался, назначив своим преемником малолетнего сына Хидэёри. Перед смертью Тоётоми Хидэёси создал опекунский совет («готайро»), который должен был управлять государственными делами до совершеннолетия его сына Тоётоми Хидэёри. В состав регентского совета вошли пять крупных даймё: Укита Хидэиэ, Маэда Тосииэ, Уэсуги Кагэкацу, Мори Тэрумото и Токугава Иэясу. По-видимому, Тоётоми Хидеёси больше всего верил именно Маэде Тосииэ, поэтому ему поручил сформировать гарнизон Осаки, который должен был защищать его малолетнего сына и преемника Хидэёри.
В апреле 1599 года 61-летний Маэда Тосииэ скончался. Ему наследовал старший сын Маэда Тосинага (1562—1614), 1-й даймё Кага-хана (1599—1605).

## Семья и дети
Жена — Маэда Мацу (1547—1617), волевая женщина, разбиралась в литературе и военном искусстве, сыграла важную роль в карьерном росте и возвышении своего мужа. После смерти Маэды Тосииэ его вдова приняла монашество в буддийском храме, затем была отправлена своим старшим сыном Маэдой Тосинагой в качестве почётной заложницы в Эдо, столицу нового сёгуна Токугава Иэясу. Кроме законной жены, у него было несколько наложниц.
Дети:
- Маэда Тосинага (1562—1614), 1-й даймё Кага-хана (1599—1605)
- Маэда Тосимаса (1578—1633)
- Маэда Тосицунэ (1593—1658), 2-й даймё Кага-хана (1605—1639)
- Маэда Тоситака (1594—1637), 1-й даймё Нанукайте-хана (1616—1637)
- Маэда Тосисада (1598—1620)
- Ко, жена Маэды Нагатанэ (1550—1631), родственника и вассала Маэды Тосииэ
- Маа, наложника Тоётоми Хидэёси
- Го, жена Укиты Хидэиэ (1573—1655)
- Тиэ, жена Хосокавы Тадатаки (1580—1646), сына Хосокавы Тадаоки (1564—1645), затем Мураи Нагацугу (1568—1613), сына Мураи Нагаёри (1543—1605)